# TW del Peix Austral
TW del Peix Austral (TW Piscis Austrini) és un estel a 24,9 anys llum de distància de la Terra a la constel·lació del Peix Austral. Visualment s'hi localitza al sud-est de Fomalhaut (α Piscis Austrini).
TW del Peix Austral és una nana taronja de tipus espectral K4-5Vpe catalogada com un estrella variable, figurant en uns catàlegs com a estel fulgurant i en uns altres com a variable BY Draconis. La seva magnitud aparent varia entre +6,44 i +6,51 en un període de 10,3 dies. Més petita i tènue que el Sol, TW Piscis Austrini té el 81% de la massa solar, i el seu diàmetre és entre el 76 i el 85% del solar. En l'espectre visible, la seva lluminositat és sol el 12-13% de la que té el Sol. Pot ser un estel molt jove, de sols 200 milions d'anys.
Situada a sol 0,9 anys llum de Fomalhaut, ambdós estels comparteixen moviment comú a través de l'espai. Gliese 884 és el segon estel més proper a TW del Peix Austral, a 4,4 anys llum.